# Station Reedham (Norfolk)
Reedham (Norfolk) is een spoorwegstation van National Rail in Norfolk, Broadland in Engeland. Het station is eigendom van Network Rail en wordt beheerd door Greater Anglia. 

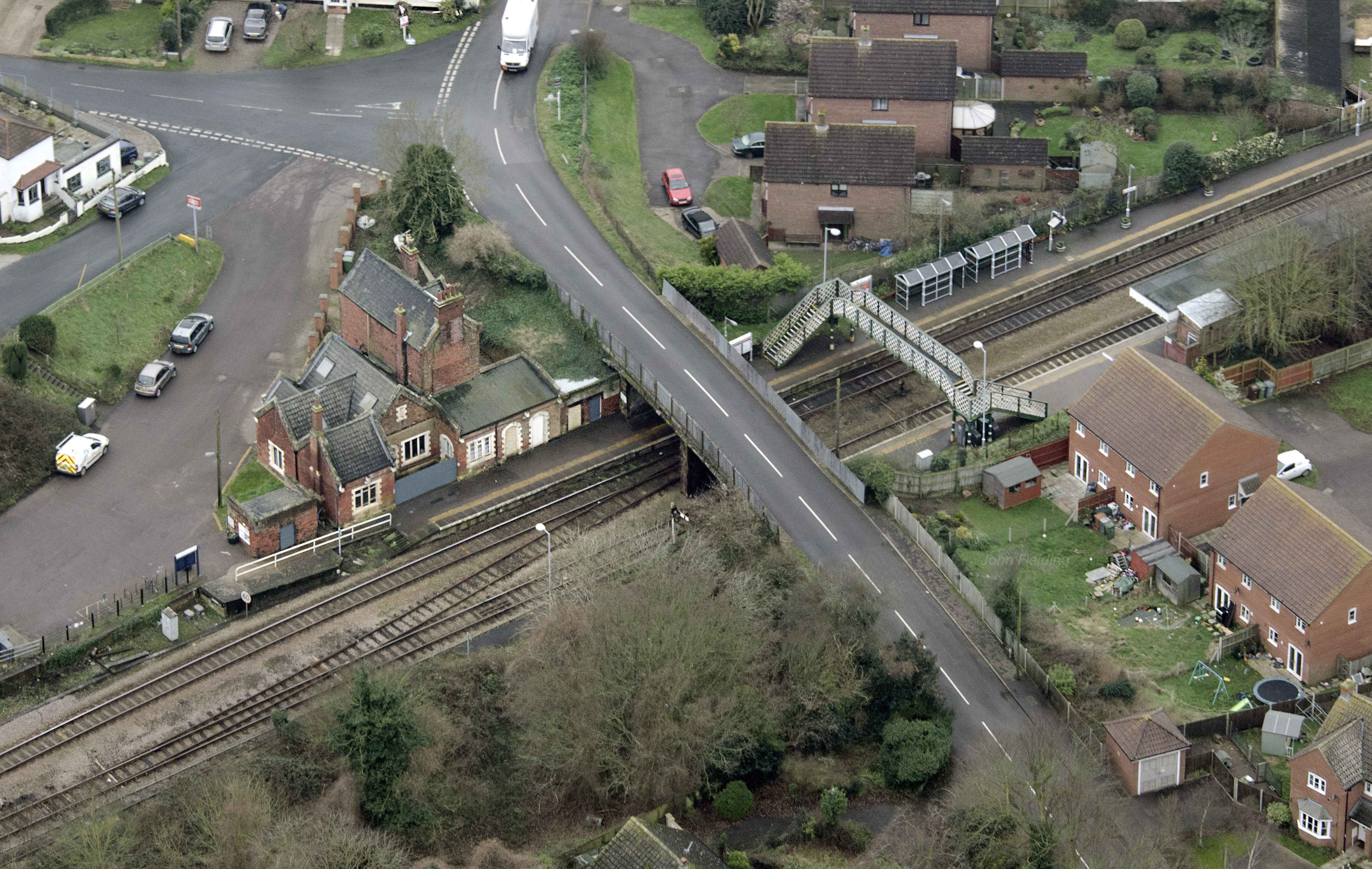
Overzicht, 2015